# Kenjeran
Kenjeran is een bestuurslaag in het regentschap Soerabaja van de provincie Oost-Java, Indonesië. Kenjeran telt 5296 inwoners (volkstelling 2010).